# わし座15番星
わし座15番星 (15 Aquilae, 15 Aql) は、太陽系から見てわし座の方向約314 光年の距離にある恒星で5等星。

## 名称
名称の15 Aquilaeはフラムスティード番号による呼称で、バイエル符号では「h Aquilae」と呼ばれる。固有名は特に伝わっていない。
中国ではわし座15番星は、市場を管理する官を表す天弁（拼音: Tiān Biàn）という星官を、たて座α星、たて座δ星、たて座ε星、たて座β星、たて座η星、わし座12番星、わし座λ星、わし座14番星とともに形成する。わし座15番星自身は、天弁八（拼音: Tiān Biàn bā）すなわち天弁の8番星とされる。

## 特徴
スペクトル分類はK1IIIで、主系列星のステージを終えた赤色巨星の段階にある。わし座15番星の半径は太陽の約14倍、光度は太陽の約83倍、有効温度は約4,560 K、金属量は太陽の約56％で、年齢は約40億歳と見られている。天の川銀河の中心を、半径24,300 光年 - 27,600 光年、軌道離心率 0.06の軌道で公転している。公転軌道平面は銀河平面から196 光年以内に収まっており、天の川銀河の「薄い円盤成分 (英: thin disk population)」の一員と見られている。

## 二重星
わし座15番星は、ジェームズ・サウスとジョン・ハーシェルの重星一覧に記録されて以降、二重星として定着している。対となる見かけの伴星は、HD 177442で、わし座15番星からは南西に約39秒角離れた位置にみえている。HD 177442は、見かけの等級が7.0で、わし座15番星との等級差は小さく、離角もそれなりにあるため、小型望遠鏡でもきれいにみえる二重星として知られ、天体写真家の撮影対象となっている。HD 177442は、データ上スペクトル型はK型で、わし座15番星と同じ色か、違いがあってもわずかなはずだが、少なくない二重星観察者が紫や薄紫にみえると報告しており、色のみえ方に問題がある二重星でもある。